# 大森山 (徳島県)
大森山（おおもりやま）は、徳島県那賀郡那賀町にある山である。標高1,093.9m。

## 地理
旧木頭村に位置。西側には八早山が聳え、山稜が続いている。東側は那賀川を挟んで古堂山が、北東には天貝山とそれぞれ隣接している。